# Stjepan Kučiš
Stjepan Kučiš, hrvaški general, * 28. april 1915, † 1995.

## Življenjepis
Leta 1939 je diplomiral na zagrebški Pravni fakulteti. Leta 1942 je vstopil v NOVJ in KPJ. Med vojno je bil med drugim poveljnik Zahodne skupine odredov 10. korpusa.
Po vojni je bil poveljnik brigade, načelnik Oddelka varnosti v upravi DSNO, pomočnik poveljnika za teritorij vojaškega področja, poveljnik vojaškega okraja,... Končal je VVA JLA.